# Fluorescences
Fluorescences es un EP de edición limitada lanzado por la banda inglesa de post-rock Stereolab, editado a fines del año 1996. La música de este lanzamiento se destaca por presentar un sonido más orquestado, con un sonido cercano al cool jazz.

## Lista de temas
1. «Fluorescences»
2. «Pinball»
3. «You Used to Call Me Sadness»
4. «Soop Groove #1»